# 湘潭県
湘潭県（しょうたん-けん）は中華人民共和国湖南省湘潭市に位置する県。河口鎮で、湘江に漣水が合流している。また、初代中国共産党主席毛沢東などの多くの著名人の出身地である。

## 行政区画
- 鎮：易俗河鎮、譚家山鎮、中路鋪鎮、茶恩寺鎮、河口鎮、射埠鎮、花石鎮、青山橋鎮、石鼓鎮、雲湖橋鎮、石潭鎮、楊嘉橋鎮、烏石鎮、白石鎮
- 郷：分水郷、排頭郷、錦石郷

## 出身者
- 毛沢東 - 湘潭県韶山沖の出身。中華人民共和国建国の父、政治家・思想家・軍事戦略家、中国共産党主席等を歴任。
- 彭徳懐 - 中華人民共和国の軍人・政治家、中華人民共和国国防部部長等を歴任。。
- 馬英九 - 祖籍が湖南省湘潭県馬家堰であり、香港の九龍で出生した、元中華民国総統。
- 斉白石 - 清末・中華人民共和国の画家・書家・篆刻家。
- 彭允彝 - 清末・中華民国の革命家・政治家。中国同盟会等に所属。
- 劉揆一 - 清末・中華民国の政治家・革命家。
- 黎錦熙 - 言語学者。